# Upupa
Upupa Linnaeus, 1758 è un genere di uccello bucerotiformes, l'unico ascritto alla famiglia Upupidae Leach, 1820. Il nome comune degli uccelli di questo genere è ùpupa.

## Descrizione
Una delle caratteristiche fondamentali dell'upupa è il volo, uno sfarfallio lento che la rende riconoscibile anche a distanze notevoli.
L'upupa è un insettivoro, per questo motivo ha il becco lungo e sottile per nutrirsi di insetti. È un uccello che si trova maggiormente negli ambienti di fiume.

## Tassonomia
L'upupa viene tradizionalmente classificata nell'ordine dei Coraciformi, la famiglia degli Upupidae (che assieme alle upupe boscherecce della famiglia Phoeniculidae andava a formare un clade ben distinto, in virtù di numerose analogie morfologiche (fra cui la peculiare forma delle staffe), attualmente questi animali vengono ritenuti più affini ai Bucerotiformi, mentre la classificazione fra i Coraciformi viene considerata desueta. Nella tassonomia degli uccelli di Sibley-Ahlquist, l'upupa e le specie affini vengono addirittura classificate in un proprio ordine, gli Upupiformes.
In precedenza, al genere era ascritta una sola specie, Upupa epops e diverse sottospecie. Alcune di queste sono state successivamente elevate al rango di specie a sé stanti, e pertanto le specie riconosciute sono attualmente 3:
- Upupa africana Bechstein, 1811
- Upupa epops Linnaeus, 1758
- Upupa marginata Cabanis & Heine, 1860

Una quarta specie, Upupa antaios Olson, 1975, è attualmente estinta; vissuta sull'isola di Sant'Elena, si estinse durante il XVI secolo, probabilmente a causa della caccia e della competizione da parte delle specie introdotte dall'uomo.
L'istituzione del genere Upupa risale alla prima classificazione effettuata da Linneo nel Systema Naturae. Inizialmente, assieme all'upupa venivano ascritte al genere altre tre specie, poi riclassificate poiché non legate all'upupa da altri caratteri che non fossero il lungo becco ricurvo:
- Upupa eremita, l'ibis eremita, attualmente ascritto al genere Geronticus;
- Upupa pyrrhocorax, il gracchio corallino, attualmente ascritto al genere Pyrrhocorax;
- Upupa paradisea, probabilmente una specie di uccello del Paradiso;

Il nome upupa, corrispondente al nome comune di questo uccello in lingua latina, rappresenta un'onomatopea, in quanto deriva dal verso emesso da questo animale.